# Donald Dell
Donald Lundy Dell (ur. 17 czerwca 1938 w Savannah) – amerykański prawnik, menedżer sportowy, współzałożyciel Stowarzyszenia Tenisistów Zawodowych. Sam był również tenisistą, reprezentantem w Pucharze Davisa i uczestnikiem turniejów wielkoszlemowych.

## Kariera tenisowa
Kształcił się na Uniwersytecie Yale (dyplom w 1960), a następnie na Uniwersytecie Wirginii, gdzie w 1964 ukończył studia prawnicze. Z powodzeniem uczestniczył w amerykańskich akademickich rozgrywkach tenisowych, był trzykrotnie nominowany do tytułu „All-American” (1958-1960), a w 1959 doszedł do finału gry pojedynczej mistrzostw National Collegiate Athletic Association. Uległ wówczas reprezentantowi San Jose State University Whitneyowi Reedowi, z którym niebawem przyszło mu rywalizować w dorosłym tenisie. W tym samym sezonie Reed okazał się lepszy od Della w finale dużego turnieju w Cincinnati.
Od 1954 Dell uczestniczył w międzynarodowych mistrzostwach kraju (późniejsze US Open). W swoim debiucie wyeliminował byłego mistrza Wimbledonu, weterana Sidneya Wooda, by w II rundzie ulec rozstawionemu Japończykowi Kosei Kamo. Nie opuścił żadnej edycji turnieju aż do 1974, ale spektakularnych sukcesów nie odniósł; najdalej zaszedł w roku swoich największych sukcesów sportowych, w 1961 – do ćwierćfinału. Kilkakrotnie odpadał z wysoko rozstawionymi tenisistami, m.in. w 1955 z Kenem Rosewallem (I runda), w 1957 ze Svenem Davidsonem (III runda), w 1958 z Nealem Fraserem (III runda), w 1959 z Butchem Buchholzem (III runda), w 1963 z Gene’em Scottem (II runda), w 1964 z Rafaelem Osuną (II runda, po wcześniejszym wyeliminowaniu Whitneya Reeda).
W turniejach wielkoszlemowych poza Stanami Zjednoczonymi startował rzadziej, a w mistrzostwach Australii w ogóle. Na Wimbledonie najdalej, bo do III rundy (1/16 finału), zaszedł w swoim debiucie w 1961. Pozostałe swoje występy na londyńskich kortach trawiastych kończył na I lub II rundzie, przegrywając m.in. ze znanymi graczami Royem Emersonem (najwyżej rozstawionym w 1964), Pierre’em Darmonem (1966), Rogerem Taylorem (1965), Gene’em Scottem (1967), Billem Bowreyem (1969), a także z Hindusem Jaidipem Mukerjeą (1962).
Przez trzy lata klasyfikowany był w czołowej dziesiątce rankingu krajowego United States Tennis Association. W 1960 znalazł się na 9. miejscu, rok później na 5. miejscu, w 1962 – na 7. miejscu. Najwyższą pozycję z 1961 zawdzięczał takim wynikom, jak finał mistrzostw USA na kortach ziemnych (przegrany w czterech setach do Bernarda Bartzena) czy wspomniany ćwierćfinał międzynarodowych mistrzostw USA. Dell wyeliminował wówczas m.in. rozstawionego z „szóstką” Franka Froehlinga, ale jego ćwierćfinałowa porażka z liderem rozstawienia Rodem Laverem, przy jednoczesnej słabszej dyspozycji innych rodaków, sprawiła, że w półfinałach w ogóle zabrakło Amerykanów. Jednocześnie z amerykańskiej reprezentacji w Pucharze Davisa ubyło kilka czołowych rakiet – Butch Buchholz i Barry MacKay przeszli do grona tenisistów zawodowych, Dennis Ralston został zdyskwalifikowany – i kapitan zespołu David Freed zdecydował się powołać m.in. Donalda Della. Dell debiutował w wyjazdowym meczu przeciwko Indiom i był to debiut udany, w którym Amerykanin wsparty nieco młodszym Chuckiem McKinleyem pokonał w grze podwójnej Ramanathana Krishnana i Premjita Lalla. Rundę później, w finale międzystrefowym, reprezentacja USA przegrała z tenisistami włoskimi; Dell ponownie wystąpił tylko w deblu, tym razem w parze z Whitneyem Reedem, ulegając Nicoli Pietrangelemu i Orlando Siroli.
W 1961 Dell zapisał się w historii sportu amerykańskiego także jako pierwszy gracz, który wystąpił w oficjalnym meczu tenisowym w ZSRR. Wspólnie z deblowym partnerem Mikiem Franksem uczestniczył w sportowej podróży zorganizowanej przez Departament Stanu; Dell i Franks grali w Afryce Południowej, na Bliskim Wschodzie i wreszcie w Związku Radzieckim, który od czasu rewolucji październikowej nie gościł tenisistów amerykańskich. Dell, który niebawem znalazł się na czele krajowej klasyfikacji w grze podwójnej (był jej liderem w latach 1962–1963), uczestniczył jeszcze w podobnej podróży do ZSRR w 1965. Egzotyczny charakter miał także jego trzeci i pożegnalny występ (w roli zawodnika) w reprezentacji w Pucharze Davisa, kiedy w 1963 miał udział w zwycięstwie nad zespołem Iranu w Teheranie; wygrał wówczas grę podwójną w parze z Gene’em Scottem oraz zdobył punkt singlowy, pokonując czołowego gracza gospodarzy Taqhiego Akbariego.
Do schyłku lat 60. Dell pozostawał obecny na kortach, ale z racji podjęcia pracy zawodowej raczej krajowych niż zagranicznych. W latach 1966–1967 był związany ze znaną firmą prawniczą Hogan & Hartson w Waszyngtonie. W 1968 przyjął propozycję Sargenta Shrivera i został jego specjalnym asystentem w Urzędzie Pomocy Gospodarczej (Office of Economic Opportunity). Za sprawą Shrivera, szwagra braci Kennedych, zaangażował się również w kampanię prezydencką Roberta Kennedy’ego, niebawem przerwaną zabójstwem kandydata. Shriver (kuzyn znanej później tenisistki Pam Shriver) rekomendował również Dellowi funkcję kapitana reprezentacji USA w Pucharze Davisa; po śmierci Kennedy’ego Dell postanowił zrezygnować z życia politycznego i z tej możliwości skorzystać.
Dell był kapitanem ekipy w Pucharze Davisa w latach 1968–1969. Pozostawał kapitanem niegrającym, chociaż sporadycznie uczestniczył jeszcze w tym czasie w turniejach; wyniki turniejowe nie dawały jednak podstaw do powołania reprezentacyjnego. Brak doświadczenia – Dell był jednym z najmłodszych kapitanów w historii ekipy amerykańskiej – nie przeszkodził w wybitnych osiągnięciach: Amerykanie dotarli do finału rozgrywek w 1968, by w decydującym spotkaniu pokonać Australijczyków pod wodzą słynnego Harry’ego Hopmana. Zakończona została tym samym wieloletnia dominacja reprezentacji z Antypodów, sięgającej po Puchar Davisa od 1950 aż 15-krotnie. Dell powołał do zespołu amerykańskiego Arthura Ashe’a, Stana Smitha, Boba Lutza i Clarka Graebnera (ponadto w jednym ze spotkań eliminacyjnych grał Charlie Pasarell); z silną ekipą i obowiązującym wówczas regulaminem o kolejne sukcesy było łatwiej, jako że reprezentacja broniąca trofeum w kolejnym sezonie ograniczała się jedynie do meczu finałowego z pretendentem wyłonionym w kilkustopniowych eliminacjach. W 1969 Amerykanie obronili Puchar Davisa, w finale wygrywając 5:0 z Rumunami z Ilie Năstase i Ionem Ţiriacem w składzie. Po tym sukcesie Dell przekazał funkcję kapitana innemu prawnikowi-tenisiście, znacznie starszemu i związanemu z Republikanami Edowi Turville’owi, który również poprowadził zespół do dwóch triumfów.
Lata pełnienia przez Della funkcji kapitana reprezentacji amerykańskiej w Pucharze Davisa przypadły na szczególny czas w światowym tenisie. W 1968 zniesiono podział na amatorów i profesjonalistów, rozpoczynając tzw. erę „open” tenisa. Pojawił się zarazem problem opłacania tenisistów zawodowych. W sytuacji, kiedy amerykańska federacja broniła się przed wprowadzaniem nagród finansowych we wszystkich turniejach, ograniczając się jedynie do kilku wybranych imprez i w przypadku pozostałych do zwrotu kosztów, Donald Dell występował w interesie zawodników; był zwolennikiem wprowadzenia nagród pieniężnych we wszystkich turniejach (co miało zarazem zapobiec wypłacaniu nieoficjalnych premii przez organizatorów) i za jego sprawą z wielu turniejów wycofali się zawodnicy reprezentacji pucharowej. Jednocześnie sam przystąpił do organizacji turnieju zawodowego w Waszyngtonie, z pulą nagród 25 tysięcy dolarów, którego pierwszą edycję wygrał Brazylijczyk Thomaz Koch (w finale z Ashe’em). Turniej ten znalazł się na stałe w kalendarzu imprez zawodowych i na początku XXI wieku znany jest jako Legg Mason Tennis Classic.
Dell szybko dostrzegł możliwości marketingowe w tenisie zawodowym. W 1970 utworzył firmę prawniczo-menedżerską Professional Services Inc. (ProServ) i swoimi pierwszymi klientami uczynił niedawnych podopiecznych z reprezentacji narodowej – Ashe’a i Smitha. Na potrzeby tych graczy, a potem wielu innych (nie tylko tenisistów), negocjował wieloletnie kontrakty sponsorskie, organizował współpracę ze stacjami telewizyjnymi i dyrektorami turniejów. W 1972 przyczynił się do powołania organizacji zrzeszającej tenisistów zawodowych Association of Tennis Professionals i był jej pierwszym radcą prawnym (do 1980), współpracując blisko z wybitnym graczem lat powojennych, a potem wieloletnim promotorem tenisa zawodowego – Jackiem Kramerem.
Donald Dell zaangażowany jest w wiele akcji promujących tenis, m.in. przekazał milionowe donacje na młodzieżowe programy tenisowe w Waszyngtonie. Jest również działaczem federacji amerykańskiej (bierze udział w pracach komisji ds. public relations) oraz działaczem Międzynarodowej Tenisowej Galerii Sławy (wiceprezydent Galerii Sławy). W uznaniu zasług dla tenisa w 2009 uhonorowany został miejscem w tejże Galerii Sławy (uroczyste wprowadzenie w lipcu 2009).